# Shlosha Yamim Veyeled
 Shlosha Yamim Veyeled  (en inglés: Three Days and a Child, Hebreo: שלושה ימים וילד) es una película israelí de drama de 1967 dirigida por Uri Zohar. Estuvo protagonizada por Oded Kotler, quién ganó un reconocimiento como Mejor Actor en el Festival de Cannes por su interpretación. El guion se basa en una historia corta del mismo nombre de A. B. Yehoshua.

## Sinopsis
Después de regresar a casa del servicio militar, Eli descubre que la mujer que ama se casó. Ella le pide cuidar a su hijo durante tres días mientras se va a Jerusalén con su marido. Una mirada escalofriante en cómo el pequeño se convierte en un instrumento de venganza. Eli, cree que él podría ser el padre y desarrolla una relación de amor/odio hacia el niño, dejándolo en varias situaciones peligrosas y al mismo tiempo intentando amarlo con el fin de recuperar a su antiguo amor. 

## Reparto
- Oded Kotler - Eli
- Shai Oshorov - Shai
- Judith Solé - Noa
- Misha Asherov - padre de Shai
- Illi Gorlitzky - Zvi
- Germaine Unikovsky - Yael
- Stella Ivni - Neighbor
- Baruch David - marido de Neighbor
- Shoshana Doar - madre de Yael
- Nissan Yatir - padre de Yael

## Reconocimiento
- 1967: Festival de Cannes: Mejor actor (Oded Kotler)
- 1967: Globos de Oro: Nominada a nueva promesa masculina (Oded Kotler)